# Walzrunden

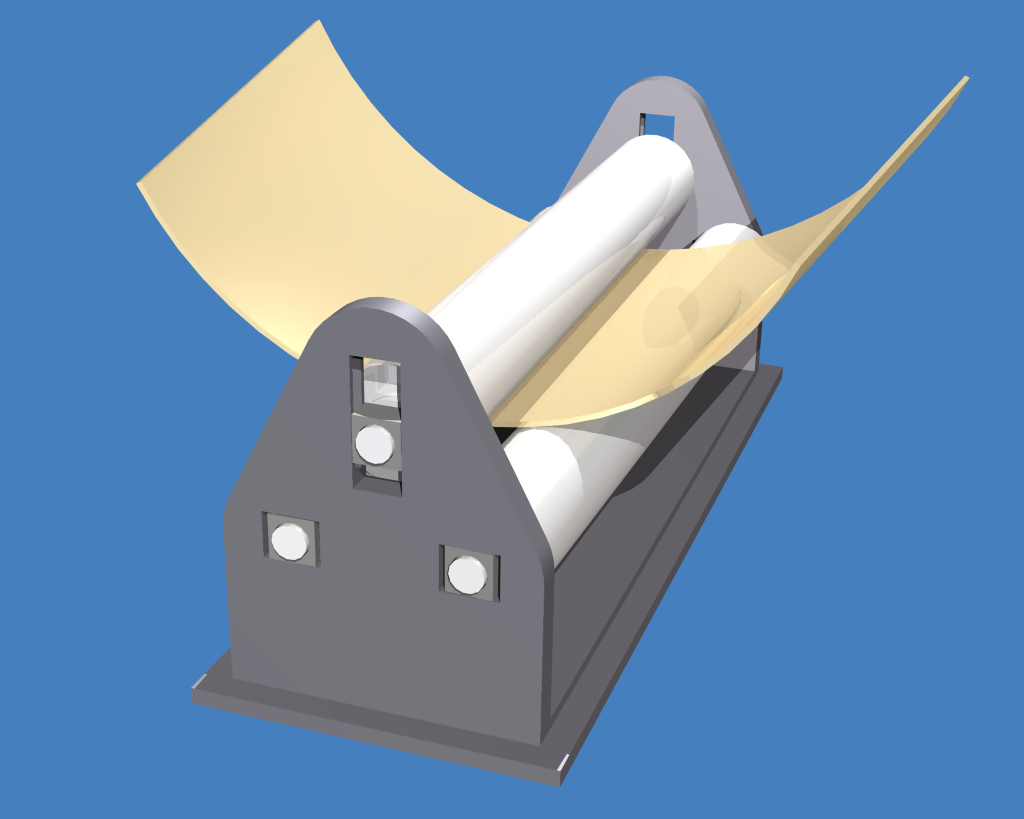
Rundwalzen eines Zylinders

Das Rundwalzen (nach DIN 8586 Walzrunden) ist ein Fertigungsverfahren aus der Gruppe des Walzbiegens, das wiederum zum Biegen zählt. Beim Walzrunden wird das Rohteil zwischen drei Walzen (teils auch zwei oder mehr als drei) bewegt, um es so zu biegen.
Ein einfaches Beispiel: ein rechteckiges Blech wird rundgewalzt, es entsteht ein Zylinder, dessen Nahtkanten anschließend verschweißt werden.
Die Blechbiegemaschinen werden verwendet in drei verschiedenen Bauformen:
- 2-Walzen-Rundbiegemaschinen: Eine Urethanwalze dient als Unterwalze, durch ein Andrücken der Unterwalze gegen die Oberwalze wird das Blech gebogen. Dieses Verfahren ist bis zu Blechstärken von 5 mm bei zylindrischen Körpern möglich, aber hat eher eine geringe Verbreitung am Markt.
- 3-Walzen-Rundbiegemaschinen: Drei Walzen, wovon mindestens die Oberwalze motorisch angetrieben ist, sind in einem starren Maschinengerüst drehbar gelagert. Sie sind hydraulisch oder mechanisch so verstellbar, dass eine Umformkraft auf das zu biegende Blech aufgebracht werden kann. Dabei gibt es Bauformen der Maschinen, die nur die Oberwalze verfahren, aber auch solche, die die beiden Seitenwalzen links und rechts verfahren können. Dieser Typ von Biegemaschine ist von den drei vorgestellten am besten geeignet zum Biegen von Konen.
- 4-Walzen-Rundbiegemaschinen: Vier Walzen, wovon zwei (Ober- und Unterwalze) die Aufgabe haben, das zu biegende Blech einzuspannen und zu Führungselement|führen; die beiden Seitenwalzen sind so verstellbar, dass sie die nötige Biegekraft mit der Zustellung ermöglichen. Dieser Typ von Maschine ist gut geeignet zum Biegen von Zylindern, auch mit großer Blechdicke.

Kennzeichen von Rundwalzen sind die Arbeitsbreiten und die umformbare Blechdicke. Normaldaten sind 3 oder 4 m Arbeitsbreite und die Fähigkeit, 10 bis 15 mm starke Bleche runden zu können.
Eine extrem große Maschine steht (mittlerweile unbenutzt?) in Lille in Frankreich: eine Rundwalze mit 6 m Arbeitsbreite und der Kraft, bis zu 150 mm dicke Blechbrammen im Kalt-Zustand, oder rotglühende Bleche (aus benachbarten Glühöfen) von 250 mm Dicke warm rundwalzen zu können.
Hauptanwendung ist der Behälterbau. Auch Stahltürme für Windenergieanlagen werden mit diesem Fertigungsverfahren hergestellt. Dort werden Bleche bis zu etwa 80 mm Stärke gewalzt. Die Stahltürme haben oft eine leicht konische Form.